# Chromá kachna

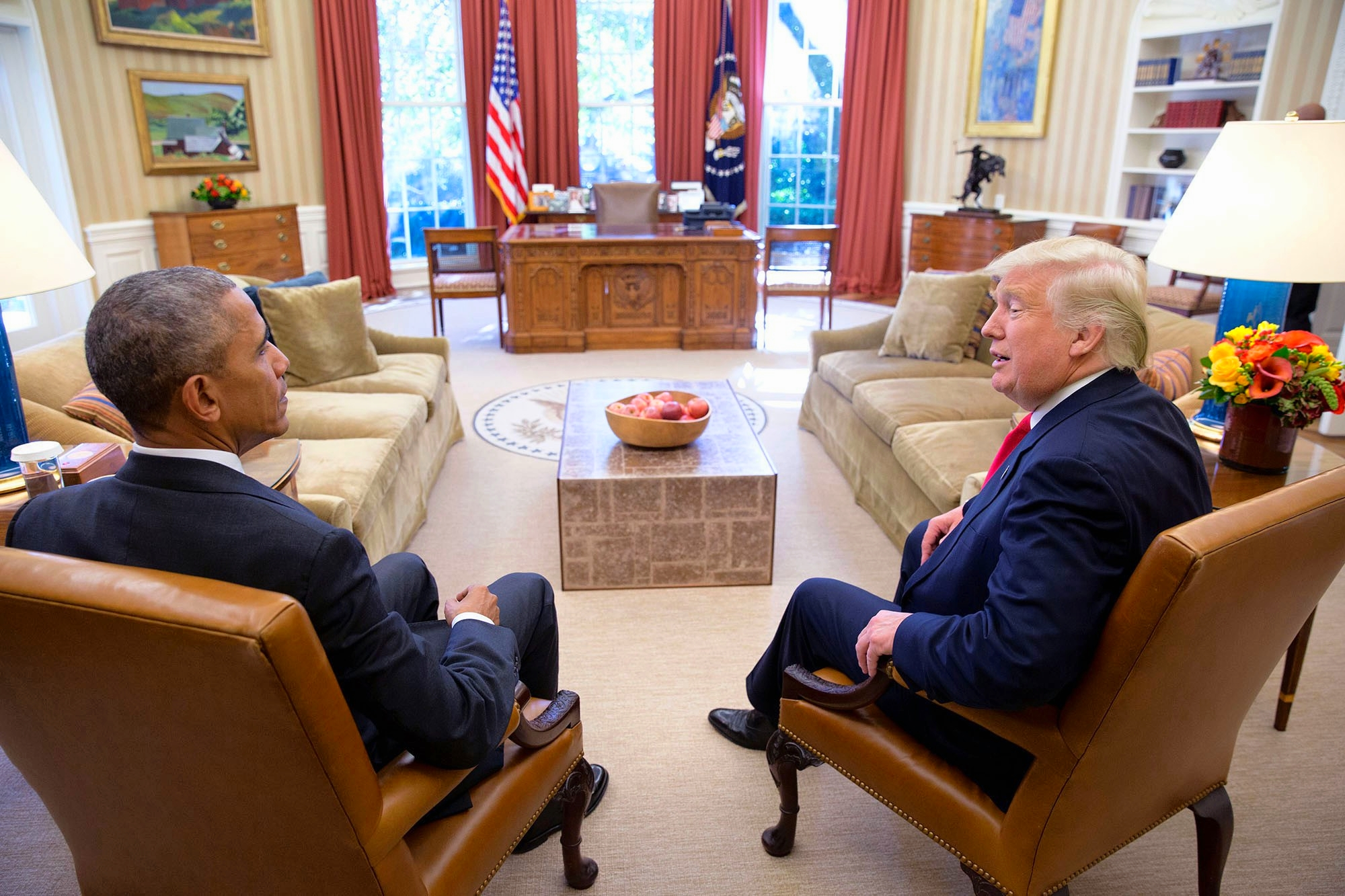
Americký prezident Barack Obama (v pozici prezidenta strávil celých osm let), tou dobou již jako chromá kachna, se svým nástupcem, nově zvoleným prezidentem Donaldem Trumpem

Chromá kachna (z anglického lame duck) je označení pro politika, jehož nástupce již byl zvolen (anebo brzy bude), případně je jeho mandát do konce období výkonu funkce oslaben z jiných důvodů (politik už nechce nebo nemůže kandidovat apod.). Takový politik je často považován za méně vlivného, jelikož do konce jeho volebního období zbývá jen málo času.
Na druhou stranu, může vykonávat své pravomoce s menší obavou z následků. Časté je vydávání milostí, amnestií, či dalších kontroverzních dekretů na poslední chvíli.
Politici se stávají chromými kachnami z různých důvodů, například pro omezení počtu období, po která mohou úřad zastávat, z důvodu plánovaného odchodu do politického důchodu anebo protože nevyhráli volby. Důsledky tohoto fenoménu jsou zvláště patrné v zemích, kde je větší prodleva mezi vyhlášením výsledků a převzetím funkce nově zvoleným politikem.

## Popis
Politik se může stát chromou kachnou z následujících důvodů:
- nebyl znovu zvolen voliči,
- rozhodl se podruhé nekandidovat,
- omezení počet období, po kterou může funkci zastávat jeden politik,
- zrušení funkce, přičemž její současný držitel dokončí své volební období.[2]

Chromé kachny však mají také zvláštní postavení v tom, že své činy nemusí vysvětlovat ve volbách, což jim dává větší svobodu při vydávání nepopulárních či kontroverzních rozhodnutí, potažmo milostí. Mezi příklady patří zvýšení množství federálních soudců v roce 1801 odcházejícím prezidentem Johnem Adamsem a jejich rychlé jmenování předtím, než by do věci mohl promluvit nově zvolený prezident Thomas Jefferson a nové složení kongresu.
V novodobé historii byl odcházející americký prezident Bill Clinton široce kritizován za to, že během svého posledního dne ve funkci vydal 140 milostí, přičemž omilostněni byli i dva bývalí blízcí kolegové, dárci demokratické strany i její členové a Clintnův nevlastní bratr. 
V mnoha zemích je pro hladké předání prezidentské funkce zvykem, že odcházející prezident svá rozhodnutí konzultuje s nově zvoleným prezidentem.